# کوپرتینو (کومونه)
کوپرتینو (به ایتالیایی: Copertino) یک کومونه در ایتالیا است که در استان لچه واقع شده‌است.

## خصوصیات
کوپرتینو ۵۷٫۷۶ کیلومترمربع مساحت و ۲۷٬۱۴۵ نفر جمعیت دارد و ۳۴ متر بالاتر از سطح دریا واقع شده‌است.

## خواهرخوانده
شهر کوپرتینو، کالیفرنیا خواهرخواندهٔ کوپرتینو (کومونه) هست.